# Vittorio Ballio Morpurgo

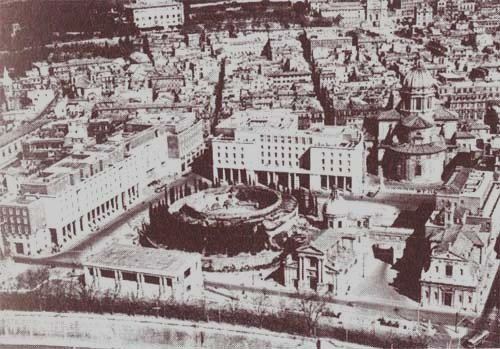
Piazza Augusto Imperatore a Roma nel 1937, con la teca dell'Ara Pacis oggi demolita

Vittorio Morpurgo, il cui cognome fu modificato in Ballio nel 1940 e in Ballio Morpurgo nel 1947 (Roma, 31 maggio 1890 – Roma, 27 dicembre 1966), è stato un architetto italiano, esponente di rilievo dell'architettura italiana degli anni 1930.

## Formazione e carriera accademica
Nacque da Luciano Morpurgo, avvocato triestino di origine ebraica, e dalla cattolica Giulia Ballio.
Nel 1914 si laureò in ingegneria civile; iniziò la sua attività professionale dopo la Grande Guerra, alla quale partecipò meritandosi la medaglia d'argento al valor militare. Fu allievo e assistente di Gustavo Giovannoni presso la Scuola d'applicazione per ingegneri di Roma. Nel 1921, assieme al maestro e a Marcello Piacentini, organizzò la Mostra d'arte per il cinquantenario di Roma capitale. L'anno successivo, sempre per la stessa scuola, divenne professore per il corso di Elementi delle fabbriche e nel 1927 assunse la libera docenza per Architettura generale. Nel 1930 fu nominato professore di Architettura degli interni nella Scuola superiore di architettura di Roma, passando nel 1936 a quella di Torino. Proseguì l'ordinariato sino al 1960, quando, per tre anni, divenne presidente della facoltà di Architettura dell'Università "La Sapienza".
Nel 1962-65 fu membro del Consiglio superiore della Pubblica Istruzione.

## Attività professionale
Mentre svolgeva la sua brillante carriera accademica, il Morpurgo si distinse anche in ambito professionale sin dagli anni 1920.

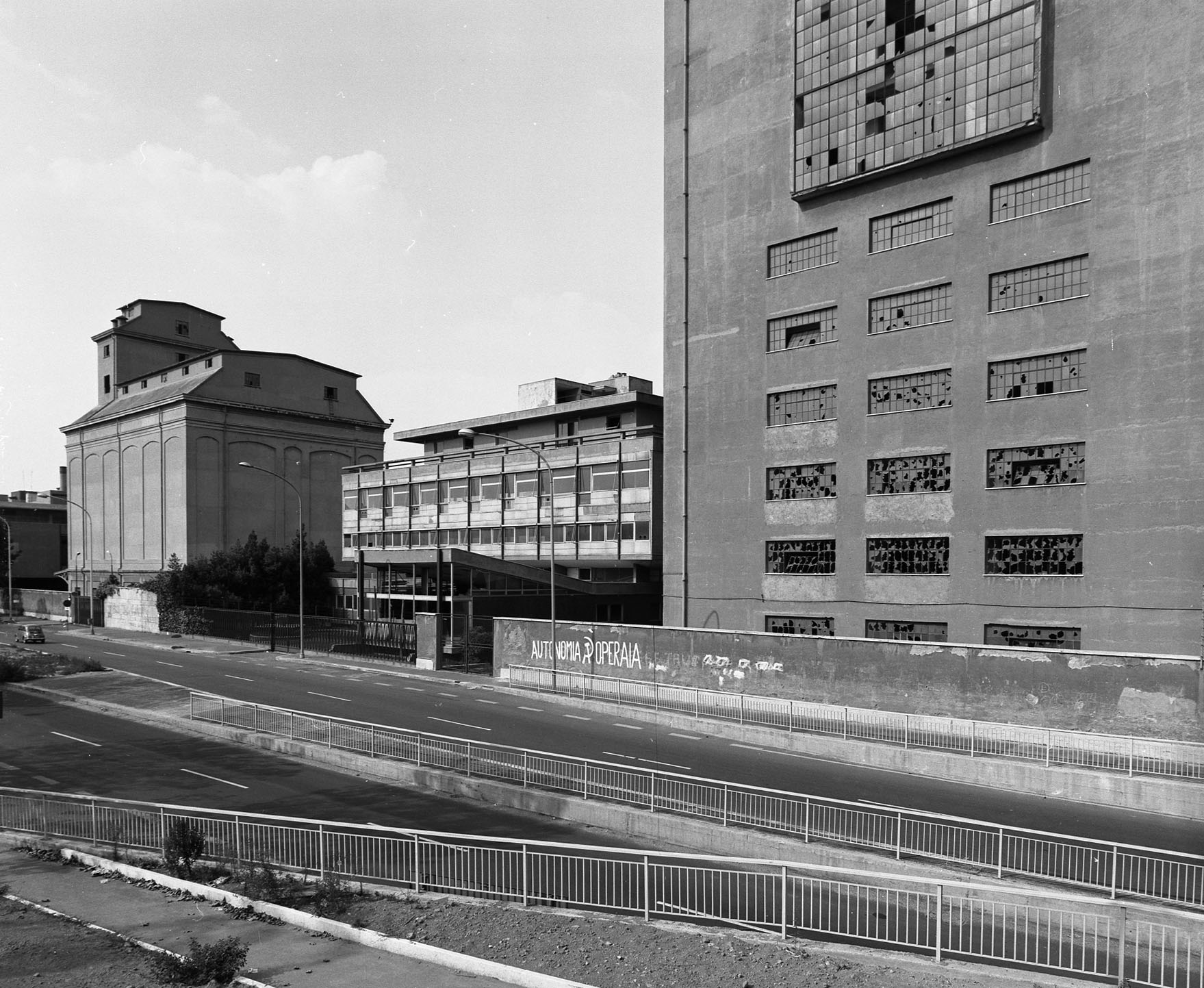
Il Pastificio Pantanella a via Casilina di Aschieri e Vittorio Ballio Morpurgo

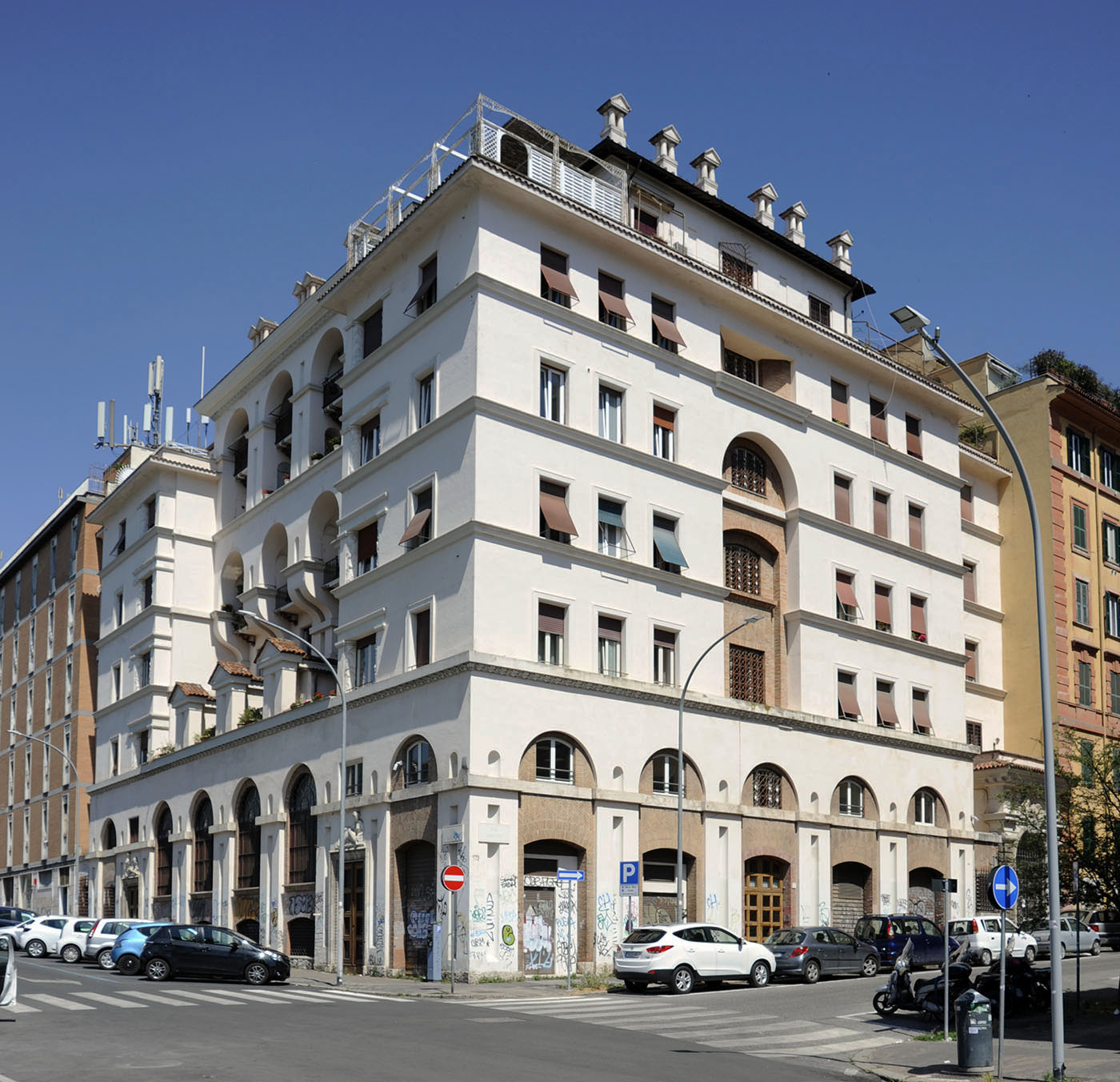
Palazzo ex Teti a via Sannio Roma

All'intensa carriera accademica affiancò una fervida attività professionale, intrapresa nei primi anni venti. Significative per comprendere la personale adesione al barocchetto romano sono, a Roma, opere come il villino Alatri in via Paisiello (1924-28), l'edificio Santi in Borgo Angelico-via del Mascherino (1923-28), il gruppo di abitazioni in viale Regina Margherita-via Morgagni (1926-28) e il fabbricato della Telefonica Tirrena in via Sannio (1925-28), dove già compaiono temi ripresi e sviluppati nelle opere mature, quali l'articolazione volumetrica e il variegato uso del mattone nel paramento esterno.
Nel 1929 realizza la sistemazione di Piazza Monte Grappa a Varese.
Tra il 1934 e il 1940 si cimentò nella realizzazione del Museo delle navi romane di Nemi, costituito da due corpi rettangolari uguali uniti da una galleria centrale, con struttura a doppia serie di archi. Il modello fu poi ripreso nei palazzi INA dell'Aquila e nella casa della Confederazione fascista degli agricoltori di Littoria (1938).
Aderente al fascismo, nel 1935 insieme ad Enrico Del Debbio ed Arnaldo Foschini progetta il Palazzo per la sede di Roma del Partito Nazionale Fascista che non avrebbe mai assolto la funzione originaria: ultimato nel 1959, sarebbe diventato il Palazzo della Farnesina, ovvero la sede del Ministero degli affari esteri della Repubblica Italiana.
Nel 1938 gli viene commissionata la sistemazione urbana di piazza Augusto Imperatore a Roma compresa la progettazione della teca di vetro che avrebbe contenuto l'Ara Pacis. Nel 2003 il padiglione è stato sostituito dal Museo dell'Ara Pacis, opera dell'architetto americano Richard Meier.

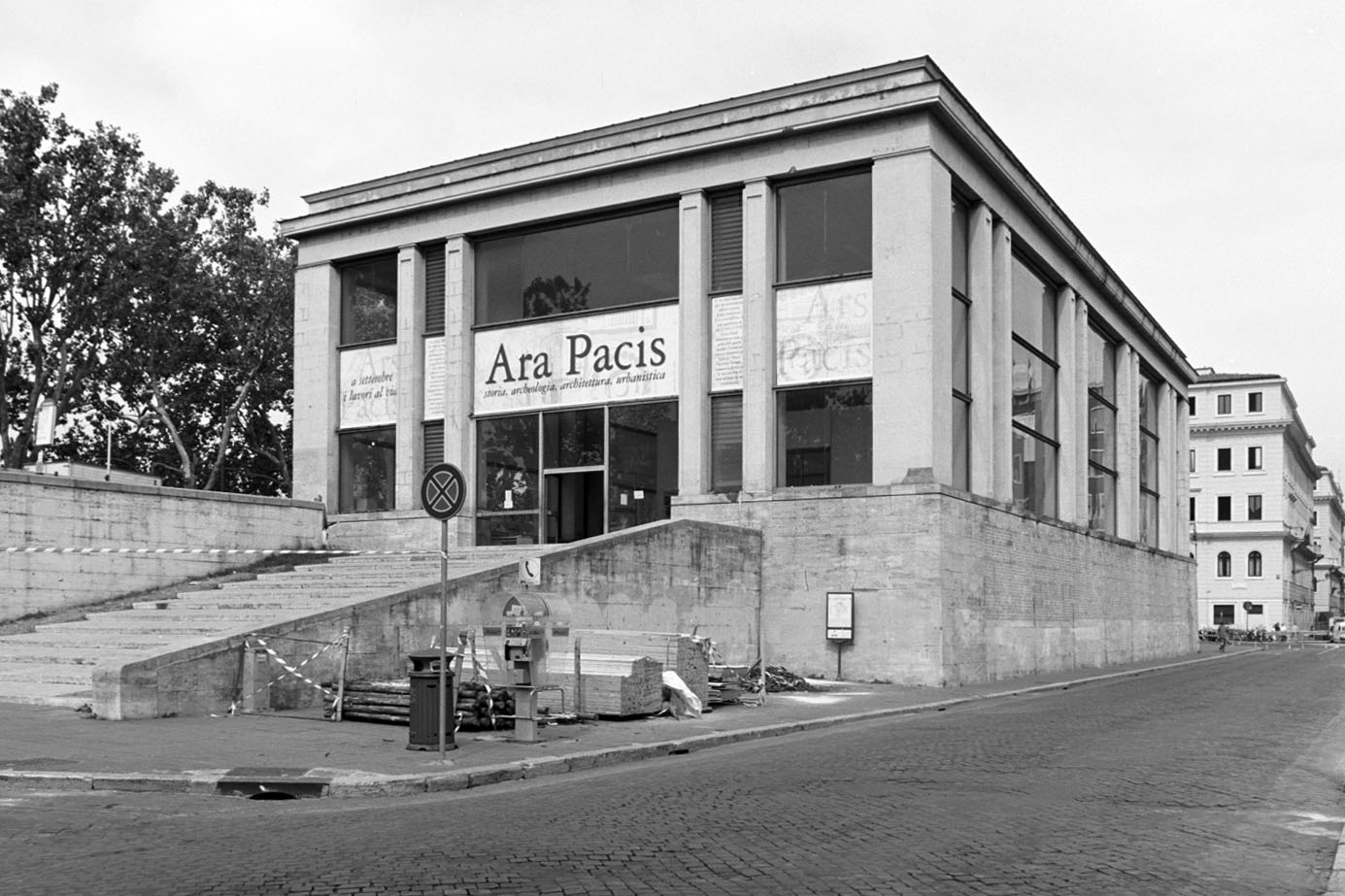
La teca dell'Ara Pacis il giorno prima dell'inizio dei lavori di demolizione 19 settembre 2000

Dalla fine degli anni 1920 lavorò molto anche in Albania, dove progettò le sedi della Banca nazionale a Durazzo, Scutari, Valona e Coriza, caratterizzate da uno stile misto tra il neorinascimento e i caratteri locali. Diverso discorso per la sede di Tirana (1938-41), monumentale edificio che presenta un profondo porticato per l'accesso alla sala sportelli, a pianta circolare e dotata di cupola.
Collaborò poi con Marcello Piacentini in Brasile per conto di Francesco Matarazzo. A San Paolo realizzarono il palazzo IRFM (1935-39), mentre i progetti dell'Università Federale di Rio de Janeiro e per l'Universidade comercial conde Francisco Matarazzo a San Paolo rimasero sulla carta.
L'emanazione delle leggi razziali fasciste non procurò particolari disagi a Morpurgo. Dichiaratosi aconfessionale, dapprima ottenne la sostituzione del proprio cognome con quello materno divenendo Vittorio Ballio, e fu uno dei pochi considerati "ebrei" del regime che ottenne l'arianizzazione dal Tribunale della razza, cosa che lo mise al riparo anche dalle persecuzioni naziste durante l'occupazione tedesca e la Repubblica Sociale Italiana. I suoi agganci nel mondo della politica lo misero in contatto direttamente con Mussolini, che gli affidò il progetto del mausoleo di Alfredo Rocco al cimitero del Verano (1938-40, demolito).
Nel 1947, a guerra conclusa, assunse il doppio cognome Ballio Morpurgo. Nel secondo dopoguerra fu attivo principalmente all'estero: lavorò in Brasile, ad Haiti per l'Esposizione internazionale (1948-49), mentre a L'Avana ed a Buenos Aires progettò quartieri residenziali. A Malta, con Piacentini partecipò al concorso per la ricostruzione del teatro dell'Opera a La Valletta (1953-54).

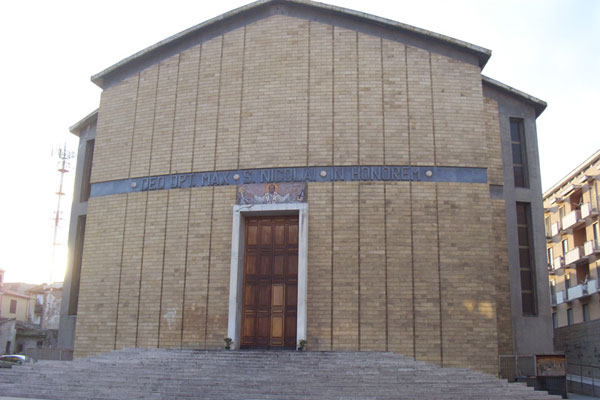
La chiesa di San Nicola a Cosenza.

Nel 1950 progettò l'ampliamento della Società Molini e Pastificio Pantanella di via Casilina a Roma (sua la cosiddetta torre dei molini). Qualche anno dopo disegnò la chiesa di San Nicola di Cosenza (1957-61) e fu capogruppo nei piani INA-Casa di Savona e Torre Spaccata (1958-60). Collaborò con Luigi Moretti alla realizzazione degli edifici Esso-SGI all'Eur (1963-65).
Erede del suo studio, aperto in via del Plebiscito nel 1937, fu il nipote e allievo Giorgio Santoro.